# كليمرسون لويس ماركيز
كليمرسون لويس ماركيز (مواليد 4 يوليو 1984)، هو لاعب كرة قدم كان يلعب كمهاجم.

## وصلات خارجية
- كليمرسون لويس ماركيز على موقع رابطة كرة القدم اليابانية للمحترفين (اليابانية)
- كليمرسون لويس ماركيز على موقع قاعدة بيانات كرة القدم.إي يو (الإنجليزية)
- كليمرسون لويس ماركيز على موقع Soccerway.com (الإنجليزية)